# Faye Wong

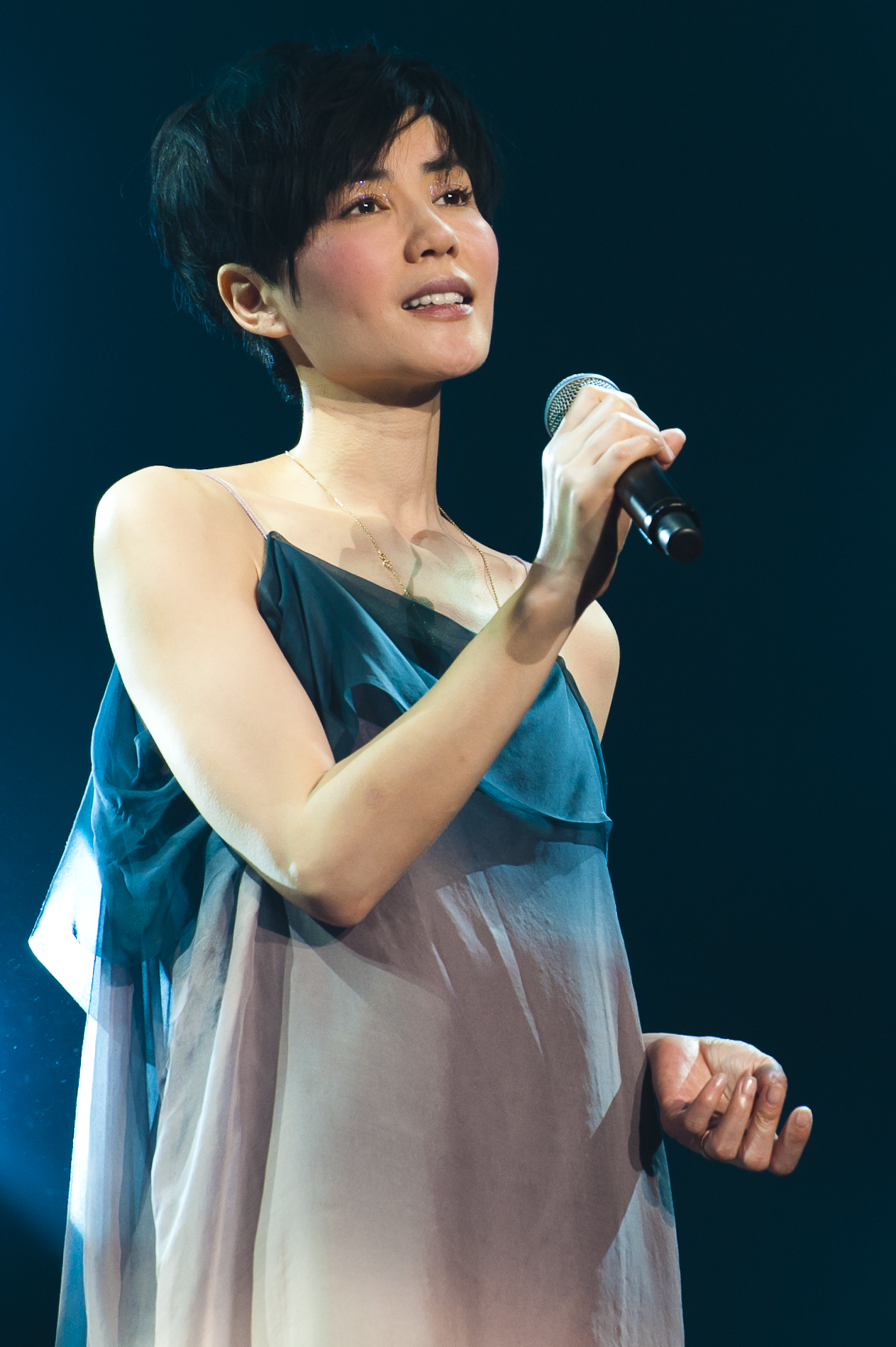
Faye Wong auf einem Konzert in Malaysia, 2011

Faye Wong oder Wang Fei (chinesisch 王菲, Pinyin Wáng Fēi, Jyutping Wong4 Fei1; * 8. August 1969 in Peking, Volksrepublik China) ist eine chinesische Sängerin und Schauspielerin.
Sie ist in Asien eine der populärsten Künstlerinnen, vergleichbar mit Madonna im Westen, und spielte in zahlreichen Filmen mit. Internationale Bekanntheit erlangte sie 1995 durch ihre Rolle in dem Film Chungking Express unter der Regie von Wong Kar-wai sowie 1999 durch das Lied Eyes On Me zum Computerspiel Final Fantasy VIII. Sie hat auch Werbeverträge mit den Marken Pepsi und Head & Shoulders. Die meisten ihrer Lieder sind auf Kantonesisch oder Mandarin gesungen, sie hat aber auch einige japanische und englische Titel aufgenommen.

## Karriere
Faye Wong wurde als Tochter einer Sängerin und eines Ingenieurs in Peking geboren. Da ihre Eltern beruflich viel unterwegs waren, wuchs Wong bei ihrer Patentante auf. Im Alter von 18 Jahren zog sie zu ihren Eltern und ihrem älteren Bruder nach Hongkong, wo sie zunächst eine Model-Schule besuchte. Bereits nach ihrem Abschluss verlor Wong das Interesse am Model-Beruf und entschied sich, Gesangsunterricht zu nehmen. Ihr Gesangslehrer stellte den Kontakt zum Plattenlabel Cinepoly Records her, wo sie im Alter von 19 Jahren ihre erste Aufnahme unter ihrem damaligen chinesischen Künstlernamen Wong Ching Man (王靖雯,  Wáng Jìngwén, Jyutping Wong4 Zing6man4) machte. Ihre folgenden drei Alben erschienen unter dem anglisierten Künstlernamen Shirley Wong. Die Alben verkauften sich sehr gut und machten Faye Wong zu einer bekannten Interpretin in Asien. Ihre Musik war typischer Cantopop, der Faye Wong künstlerisch allerdings nicht zufriedenstellte.
Wong beschloss, für einige Zeit nach New York zu gehen, um sich neu zu orientieren. Sie belegte Kurse für Gesang und Tanz, schloss die Ausbildung allerdings nicht ab, denn sie reiste zurück nach Hongkong, um ihren Vertrag mit der Plattenfirma zu erfüllen. Nach ihrer Rückkehr aus den USA integrierte sie Elemente von Rhythm & Blues in ihre Musik und begann einen eigenen Stil zu entwickeln. Das Resultat war das 1993 erschienene Album Coming Home. Seit diesem Album singt sie unter dem Künstlernamen Faye Wong.
1994 übernahm Faye Wong eine Hauptrolle in dem Spielfilm Chong qing sen lin, der unter dem Titel Chungking Express ein weltweiter Erfolg wurde. Wong wurde für ihre darstellerische Leistung bei dem Stockholm International Film Festival als beste Schauspielerin ausgezeichnet.
1996 erschien ihr Album Restless, das von vielen als Wongs bislang beste Arbeit betrachtet wird. Es enthielt acht von Wong geschriebene Kompositionen und zwei Stücke, die in Zusammenarbeit mit den Cocteau Twins entstanden waren.
1997 wechselte Wong zur EMI und brachte ihr Album Faye Wong heraus. Das besondere an diesem Album war, dass es kein Cover besaß, sondern nur in einer weißen Hülle mit einem Booklet herauskam. Wong wollte damit deutlich machen, dass es hier nur um die Musik ging und Äußerlichkeiten nebensächlich waren.
1999 erschien der Titel Eyes On Me, es war der Titelsong zum populären Computerspiel Final Fantasy VIII
2001 erschien Wongs fünftes und letztes Album für die EMI, es hieß – wie schon ihr erstes Album für diese Firma – Faye Wong. 2003 erschien „將愛 - Jiang Ai (To Love)“, ihr erstes Album für Sony.
2002 spielte sie eine Hauptrolle in dem Film Chinese Odyssey 2002 unter der Regie von Jeff Lau.
Sie sang 2002 auch den Titelsong zu dem mehrfach ausgezeichneten Film Hero (Regie: Zhang Yimou). Dieses Stück ist nur als Bonustrack auf chinesischen Versionen des Soundtracks vorhanden.
Für den Film 2046 arbeitete Faye Wong im Jahr 2004 erneut unter der Regie von Wong Kar-wai.
Aufgrund erneuter Schwangerschaft kündigte Wang Fei 2005 an, mit dem Singen nicht nur zu pausieren, sondern ganz aufzuhören. Manche Quellen lassen eine Rückkehr allerdings offen. Tatsächlich trat sie Anfang 2010 in der Neujahrsshow des chinesischen Staatsfernsehens auf.

## Privatleben
1996 heiratete sie den chinesischen Musiker Dou Wei, 1997 brachte sie in Peking die gemeinsame Tochter Dou Jingtong (Leah Dou) zur Welt, die ebenfalls als Musikerin tätig ist. 1999 ließen sie sich wieder scheiden.
Von 2000 bis 2003 führte Wong eine von der Boulevardpresse eng verfolgte Beziehung mit dem 11 Jahre jüngeren Sänger und Schauspieler Nicholas Tse aus Hongkong. 
Mitte 2005 heiratete Wong den chinesischen Schauspieler Li Yapeng. Das Paar schirmte die Beziehung von den Medien ab, nicht einmal ihr Management konnte die Gerüchte um die Hochzeit bestätigen. Ihre Flitterwochen verbrachten sie am Bang Tao Beach in Phuket, die meiste Zeit vor den Paparazzi versteckt. Am 27. Mai 2006 wurde die gemeinsame Tochter Li Yan in Peking geboren. 2013 wurde die Ehe geschieden.
Seit 2014 ist Wong wieder in einer Beziehung mit Nicholas Tse.

## Diskografie (Auswahl)
Die Übersetzungen der Albumnamen sind nicht offiziell; da die meisten Alben nur chinesische Namen haben, sind andere Übersetzungen möglich:
- 1989 王靖雯 (Wáng Jìngwén; Shirley Wong)
- 1990 Everything
- 1990 You’re the Only One
- 1992 Coming Home
- 1993 執迷不悔 (Zhímí Bù Huǐ; No Regrets)
- 1993 十萬個為什麼 (Shíwàn Gè Wèishénme; Hundred Thousand Whys)
- 1993 如風 (Rú Fēng; Like Winds) (EP)
- 1993 最菲 (Zuì Fēi; Faye Best) ("Best of"-Kompilation)
- 1994 迷 (Mí; Mystery)
- 1994 胡思亂想 (Húsī Luànxiǎng; Random Thoughts)
- 1994 天空 (Tiānkōng; Sky)
- 1994 討好自己 (Tǎohǎo Zìjǐ; Ingratiate Myself)
- 1995 菲靡靡之音 (Fēi Mǐmǐ zhī Yīn; The Decadent Sounds of Faye)
- 1995 一人分飾兩角 (Yī Rén Fēnshì Liǎng Jiǎo;  One Person, Two Roles) (EP)
- 1995 Di-Dar
- 1996 浮躁 (Fúzào; Restless)
- 1997 玩具 (Wánjù; Toy) (EP)
- 1997 自便 (Zìbiàn; Do As You Please) (EP)
- 1997 王菲 (Wáng Fēi; Faye Wong) – 1997
- 1998 唱遊 (Chàngyóu; Song Journey)
- 1999 只愛陌生人 (Zhǐ Ài Mòshēngrén; Love Only Strangers)
- 2000 寓言 (Yùyán; Fable)
- 2001 王菲 (Wáng Fēi; Faye Wong) – 2001
- 2003 將愛 (Jiāng Ài; To Love)
- 2015 敷衍 (Fūyǎn; Halfhearted)

Anmerkung
Obige Schriftzeichen in der Diskografie alle in Langzeichen.

## Filmografie (Auswahl)
- 1994: Chungking Express
- 2000: Okinawa Rendez-vous
- 2002: Chinese Odyssey 2002
- 2004: 2046